# Бартелсова летећа веверица
Бартелсова летећа веверица (лат. Hylopetes bartelsi) је сисар из реда глодара и породице веверица (Sciuridae).

## Име
Бартелсова летећа веверица је названа по холандском природњаку Максу Едуарду Готлибу Бартелсу.

## Распрострањење
Ареал врсте је ограничен на једну државу. Индонезија је једино познато природно станиште врсте.

## Станиште
Станиште врсте су шуме.

## Угроженост
Подаци о распрострањености ове врсте су недовољни.